# 耳切り
耳切り（刵、聝、みみきり）・耳削ぎ（みみそぎ）は、人間の耳を切る行為を指す。目的としては、刑罰として科す場合と、戦において討ち取った首の代わりとして切り取る場合の二通りがある。
はなそぎ・髪切りと並んで女性に対する処罰として中世・近世日本で行われることが多かった。これは、女性を死刑にするのを忌避するとともに、耳あるいは鼻を失うことで非人として共同体から排除されることから制裁としての効力を持っていた。また、男性に対しては死刑に先立ってみみきり・はなそぎが実施されたが、これも人間を死刑にする形式を忌避して一旦「人に非ざる者（非人）」にしてから死刑としたものである。
戦国時代には首の代替として耳を切る行為が行われた。文禄・慶長の役で朝鮮半島においてみみきり・はなそぎが行われたことが知られている。江戸時代に入ってもこうした刑罰は続いていたが、徳川吉宗が将軍の時代に公式には禁止された。もっとも、姦通を行った女性に対する私的制裁としてみみきり・はなそぎが行われた事例がみられる。
17世紀編纂の『寛永諸家系図伝』第一（続群書類従完成会、p.83）の源頼義の説明では、平安時代の前九年の役において凶徒安倍貞任・藤原経清らを誅殺し、「その首を京都に伝え、あるいはその切耳（きりみみ）を路頭にさらす」と表現され、編纂された江戸前期において首同様に落とした耳をさらしたという解釈がみられる。平安時代における耳切りの例としては、藤原子高がいる（藤原純友と藤原文元による犯行）。
日清戦争（1894年）時、日本兵の死体が耳をそがれていた事例があり、旅順虐殺事件につながったという。